# Santa Clara (Mé-Zóchi)
Ne doit pas être confondu avec Santa Clara (Lobata).
Pour les articles homonymes, voir Santa Clara.
Santa Clara est une localité de Sao Tomé-et-Principe située au nord de l'île de São Tomé, dans le district de Mé-Zóchi. C'est une ancienne roça.

## Population
Lors du recensement de 2012, 16 habitants y ont été dénombrés.

## Roça
Elle est dotée d'une petite chapelle. La casa principal a été transformée pour la rendre plus fonctionnelle pour un usage agricole (grange, poulailler).

Photographies et croquis réalisés en 2011 mettent en évidence la disposition des bâtiments, leurs dimensions et leur état à cette date.